# José María Figueres
José María Figueres Olsen, född 24 december 1954 i San José, var president av Costa Rica 1994-1998.
Figueres utbildades vid United States Military Academy, West Point och John F. Kennedy School of Government, Harvard University. Efter presidentskapet har han arbetat som VD för World Economic Forum 2003-2004, samt som VD för Grupo Felipe IV. 